# Bailey Edwards Cars
Bailey Edwards Cars ist ein südafrikanischer Hersteller von Automobilen.

## Unternehmensgeschichte
Das Unternehmen wurde am 13. Februar 2002 in Benoni gegründet. 2003 begann die Produktion von Automobilen. Der Markenname lautet Bailey.

## Fahrzeuge
Im Angebot stehen überwiegend Nachbildungen klassischer Automobile. Genannt sind Ford GT 40, Ferrari P 4, Lola T 70 und Porsche 917. Außerdem entsteht ein selbst entworfener Rennwagen.